# Новый (Ульяновская область)
Новый — посёлок в Николаевском районе Ульяновской области в составе Николаевского городского поселения.

## География
Находится на расстоянии примерно 16 километров на восток по прямой от районного центра поселка Николаевка.

## История
Основан в годы Советской власти. В 1990-е годы году работал СПК «Прасковьинский».

## Население
Население составляло 20 человек (мордва 90 %) в 2002 году, 13 по переписи 2010 года.